# District de Nemours
Le district de Nemours est une ancienne division territoriale française du département de Seine-et-Marne de 1790 à 1795.
Il était composé des cantons de Nemours, Beaumont, la Chapelle, Chateau Landon, Egreville, Montereau, Moret et Voux.